# ديان بيشفسكي
ديان بيشفسكي هو لاعب كرة قدم شمال مقدوني في مركز الوسط، ولد في 5 أغسطس 1993 في كريفا بالانكا في مقدونيا الشمالية. شارك مع منتخب مقدونيا الشمالية تحت 21 سنة لكرة القدم. أما مع النوادي، فقد لعب مع نادي روجومبيروك ونادي سبارتاك ترنافا ونادي كوبر.

## وصلات خارجية
- ديان بيشفسكي على موقع قاعدة بيانات كرة القدم.إي يو (الإنجليزية)
- ديان بيشفسكي على موقع ناشيونال فوتبول تيمز (الإنجليزية)
- ديان بيشفسكي على موقع Soccerway.com (الإنجليزية)